# Sphaeropyge dentata
Sphaeropyge dentata är en mångfotingart som beskrevs av Kraus 1960. Sphaeropyge dentata ingår i släktet Sphaeropyge och familjen Odontopygidae. Inga underarter finns listade i Catalogue of Life.